# Lugo
|  | Per a altres significats, vegeu «Lugo (desambiguació)». |

Lugo (en llatí anomenada Lucus Augusti) és un municipi i una ciutat gallega d'origen romà (tot i que algunes tesis sostenen que pot estar assentada sobre un nucli celta), fundada l'any 25 aC per Paul·le Fabi Màxim i banyada pel riu Miño. És la capital de la província de Lugo i de la comarca de Lugo. Amb 98.268 habitants (2016), és el quart municipi gallec en població després de Vigo, la Corunya i Ourense. Té llocs d'interés general com ara: la muralla romana, el pont romà o la catedral.

## Història

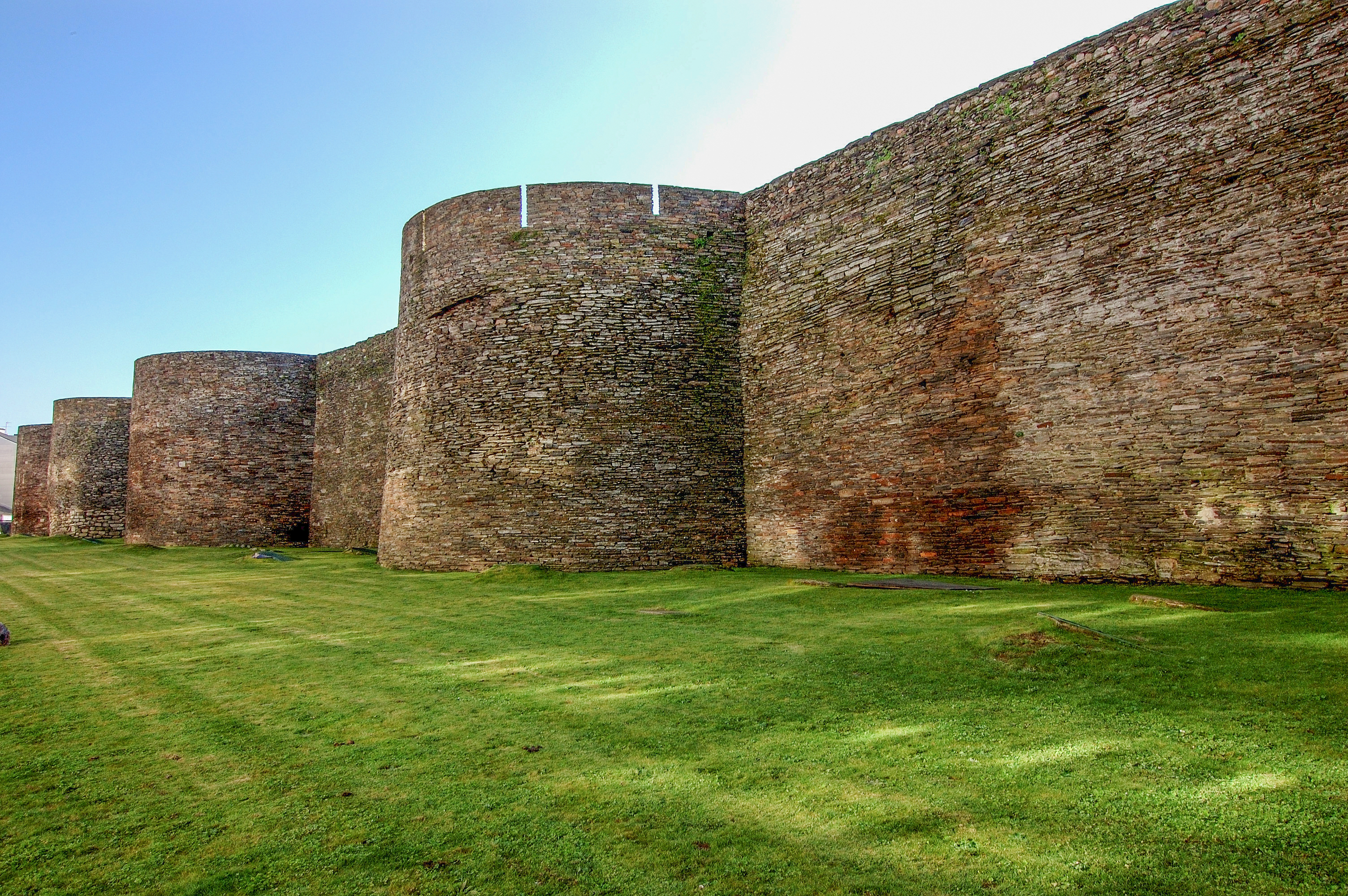
La muralla de Lugo, declarada Patrimoni de la Humanitat l'any 2000

Lugo es va fundar com a campament romà sota el control de Gai Antisti Vet, probablement en el lloc d'un antic castro. La ciutat va ser fundada entre els anys 26 i 12 aC per Paul·le Fabi Màxim, legat de Cèsar August, en honor del qual la va batejar com a Lucus Augusti (la paraula llatina lucus significa 'clar' o 'bosc sagrat', segons diferents autors); tot i que una de les hipòtesis més esteses ens diu que els romans haurien fet seu un topònim anterior, que feia referència al déu celta Lugh. Es tracta de la capital més antiga de Galícia.
Tradicionalment, es considerava que les dues vies perpendiculars que configuraven totes les ciutats romanes (el cardo i el decumanus) seguien la ruta dels actuals carrers de San Pedro i rúa Nova, que es creuaven a la praza do Campo, que seria el fòrum. Tot i així, els recents descobriments arqueològics demostren que existia una ampla plaça pública que ocupava des del carrer doutor Castro (anomenada de les Dozarías) fins a la rúa do Progreso, incloent-hi gran part de l'actual praza de Santo Domingo, cosa que va portar a reformular la teoria anterior. Es conserven moltes peces, jaciments romans i mosaics que encara avui continuen apareixent, sobretot quan es realitzen obres al nucli antic.
Durant el segle iii, la ciutat fou capital de la província d'Hispània Superior. Entre els anys 260 i 325, la ciutat es rodeja amb una muralla, en el començament del baix Imperi romà. La muralla, declarada Patrimoni de la Humanitat per la UNESCO l'any 2000, es conserva íntegra, i n'és l'únic cas en tot el món. La muralla rodeja el centre de la ciutat, la catedral, el museu provincial, l'Ajuntament i altres edificis d'interès. A aquestes restes, s'uneix el conjunt monumental de Santalla de Bóveda, en què destaquen les pintures pompeianes.
Després de l'arribada dels sueus, va tenir lloc el concili de Lugo, en el qual es va elevar l'església de Lugo a seu metropolitana, i en passaren a dependre els bisbes d'Astorga, Bretoña, Iria Flavia, Ourense i Tui. Durant aquest període, va perdre la majoria de la població, i començà a recuperar-se en el segle x. L'any 741, Alfons I el Catòlic ocupa, sense resistència, la ciutat de Lugo, i el bisbe Odoario, trobant la ciutat en un estat lamentable, ordena sepultar les restes romanes i reconstruir la ciutat, conscients ambdós de la importància que en aquells anys havia adquirit dins el regne, ja que era l'única església metropolitana conquerida i l'única ciutat de la Hispània cristiana durant el segle viii i la primera meitat del IX.
Durant l'alta edat mitjana, la ciutat estava ocupada pràcticament només pel clergat. L'any 842, un gran exèrcit gallec es va reunir a la ciutat per conquerir Oviedo i entronitzar Ramir I, el primer rei de la dinastia gallega. El 1129, va començar la construcció de la catedral romànica, dissenyada pel mestre Raimundo de Monforte i dedicada a la Mare de Déu, anomenada Verge dels Ulls Grans.
Durant l'edat mitjana, Lugo va ser, juntament amb Santiago de Compostel·la, un centre de pelegrinatge, ja que la catedral disposava d'un privilegi especial, que encara conserva actualment, d'exposar al públic una hòstia consagrada les vint-i-quatre hores del dia. L'any 1669, es constitueix l'ofrena del Regne de Galícia al sagrament, encara festejada avui. Ja al segle xviii, li fou concedit a Lugo el privilegi d'organitzar les fires de sant Froilà, concretament el 1754.

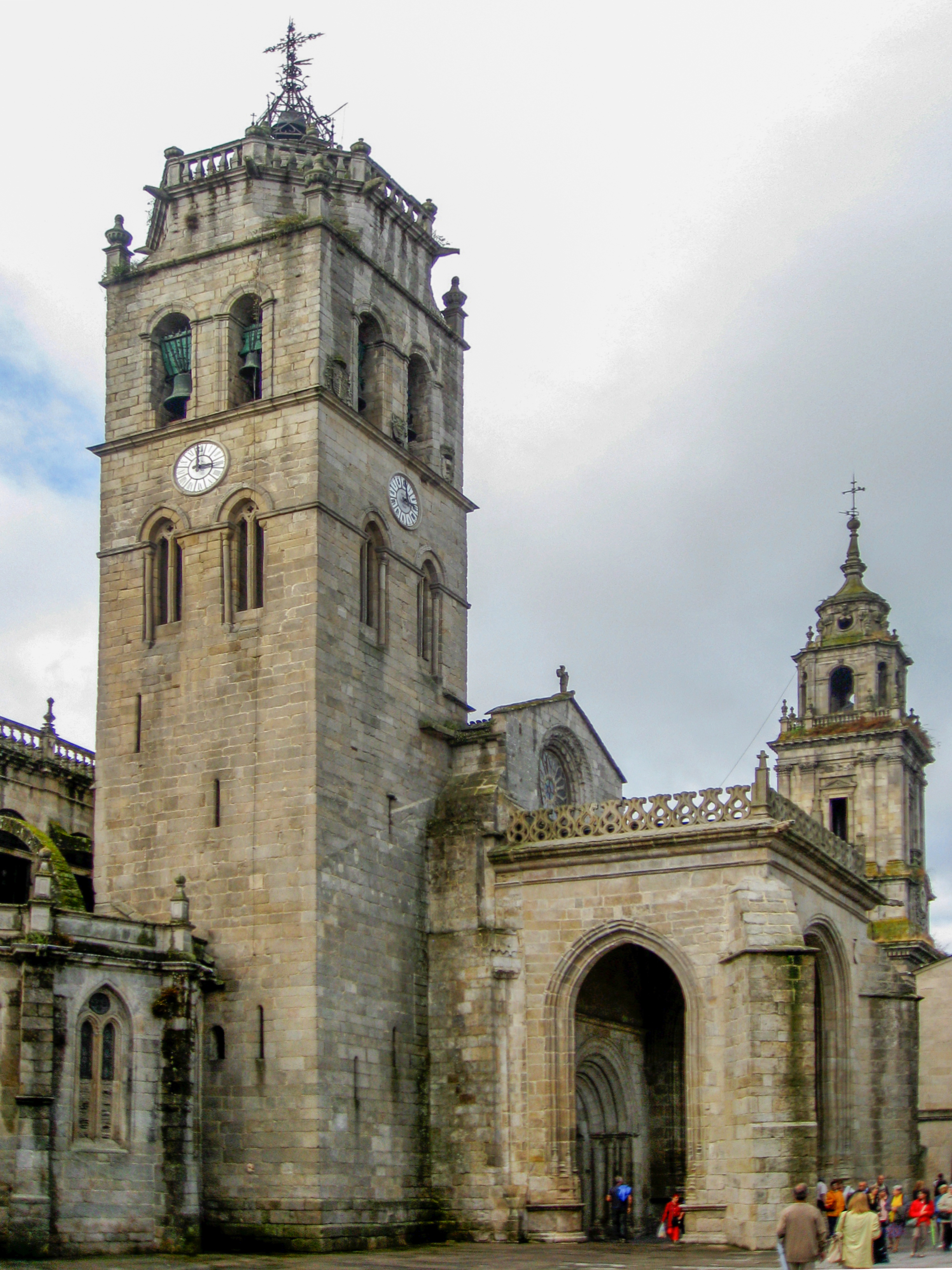
Torre de la catedral

Més tard, durant l'edat moderna, Lugo va ser protagonista d'un cert auge, encara que altres ciutats properes com Mondoñedo o Ribadeo li disputaven la supremacia, per la importància comercial de la primera i el creixement industrial de la segona. No va ser fins a la divisió de l'estat en províncies, el 1833, i la creació de les diputacions, que Lugo es va convertir en la ciutat més important entre les que actualment formen part de la província de Lugo, en convertir-se en capital, decisió motivada sobretot per trobar-se en un lloc cèntric, la qual cosa va suposar un creixement en població i extensió constant. Aquest auge es va veure reforçat amb l'arribada del primer ferrocarril a la ciutat el 1875. A més, les fires de sant Froilà van tenir una extraordinària importància econòmica, que juntament amb el ferrocarril, van fer de Lugo el principal centre de comerç de ramaderia vacuna de la península.
Durant aquesta època, el 2 d'abril de 1846, amb el pronunciament del coronel Miguel Solís, a Lugo comença l'anomenada Revolució Gallega de 1846, que acabaria amb l'afusellament dels màrtirs de Carral. El 1908, es va fundar el que actualment és l'únic diari elaborat a la ciutat, El Progreso, que en el seu moment va haver de competir amb d'altres com La Voz de la Verdad. L'any 1905, accedeix a l'alcaldia Ánxel López Pérez, que va dirigir la ciutat durant set mandats (fins al 1930), fent grans reformes a la ciutat, tot i que no exemptes de polèmica.
El 1936, durant la Guerra Civil, van ser assassinats un gran nombre de republicans a la ciutat, i aquests són recordats en els poemes de Luís Pimentel. El 1972 i promoguda per l'Ajuntament i la Direcció General de Belles Arts, es va procedir a la demolició dels 130 edificis i 1.429 rafals que estaven recolzats a la muralla per l'exterior i impedien l'observació del monument. L'obra va suposar la major remodelació de l'aspecte de la ciutat des dels temps romans. L'última gran fita de la història de la ciutat va succeir l'any 2000, quan la muralla va ser declarada Patrimoni de la Humanitat per la UNESCO.

## Geografia
La ciutat es troba en un monticle envoltat pels rius Miño, Rato i Chanca. La diferència d'altitud entre el centre i les vores fluvials és considerable, i mentre que al centre de la ciutat l'altitud és de 465 metres sobre el nivell del mar, al Miño, a l'alçada del passeig Fluvial, l'altitud és de tan sols 364 metres. El municipi de Lugo és el segon més extens de Galícia, amb 329,78 km² i 59 parròquies.
L'entorn de la ciutat va ser declarat Reserva de la Biosfera per la UNESCO el 7 de novembre de 2002, i aquest és el reconeixement més important a nivell internacional respecte a la conservació dels paisatges i hàbitats d'aquesta regió atlàntica europea. A més, cal destacar l'abundant fauna al voltant del curs del riu Miño a la ciutat, especialment les espècies d'aus. Tot aquest parc al voltant del riu forma part d'una xarxa de parcs d'uns 30 quilòmetres de longitud.

### Clima
El clima a Lugo és oceànic continental, amb hiverns freds i estius suaus. La temperatura mitjana anual és d'11,5 °C i les precipitacions abundants (més de 1.000 litres a l'any). Amb tot, i per la seva llunyania amb l'Atlàntic, aquesta xifra de precipitacions pot semblar baixa en comparació amb comarques de les Ries Baixes o Santiago. La temperatura més alta registrada a l'estació meteorològica de Lugo Aeroport, a 15 quilòmetres del centre de la ciutat, entre 1985 i 2012, va ser de 41,2 °C, registrada el 20 de juliol de 1990; i la més baixa fou de -10,0 °C el 23 de desembre de 2005. Quant a altres dades climàtiques, la precipitació màxima registrada en un sol dia (entre 1952 i 2012) va ser de 73,8 l/m² i la màxima ratxa de vent (entre 1986 i 2012) de 112 km/h.
| Aeroport de Lugo (445 msnm) (1971-2000) | Aeroport de Lugo (445 msnm) (1971-2000) | Aeroport de Lugo (445 msnm) (1971-2000) | Aeroport de Lugo (445 msnm) (1971-2000) | Aeroport de Lugo (445 msnm) (1971-2000) | Aeroport de Lugo (445 msnm) (1971-2000) | Aeroport de Lugo (445 msnm) (1971-2000) | Aeroport de Lugo (445 msnm) (1971-2000) | Aeroport de Lugo (445 msnm) (1971-2000) | Aeroport de Lugo (445 msnm) (1971-2000) | Aeroport de Lugo (445 msnm) (1971-2000) | Aeroport de Lugo (445 msnm) (1971-2000) | Aeroport de Lugo (445 msnm) (1971-2000) | Aeroport de Lugo (445 msnm) (1971-2000) |
| Mes                                     | Gen                                     | Feb                                     | Mar                                     | Abr                                     | Mai                                     | Jun                                     | Jul                                     | Ago                                     | Set                                     | Oct                                     | Nov                                     | Des                                     | Any                                     |
| --------------------------------------- | --------------------------------------- | --------------------------------------- | --------------------------------------- | --------------------------------------- | --------------------------------------- | --------------------------------------- | --------------------------------------- | --------------------------------------- | --------------------------------------- | --------------------------------------- | --------------------------------------- | --------------------------------------- | --------------------------------------- |
| Temperatura màxima absoluta (°C)        | 19,2                                    | 23,8                                    | 27,8                                    | 31,8                                    | 34,0                                    | 36,4                                    | 41,2                                    | 40,8                                    | 37,8                                    | 30,6                                    | 22,4                                    | 23,4                                    | 41,2                                    |
| Temperatura màxima mitjana (°C)         | 10,1                                    | 11,7                                    | 14,0                                    | 14,8                                    | 17,8                                    | 20,8                                    | 23,6                                    | 24,1                                    | 22,3                                    | 17,7                                    | 13,3                                    | 10,8                                    | 16,8                                    |
| Temperatura mitjana (°C)                | 5,8                                     | 6,9                                     | 8,4                                     | 9,6                                     | 12,3                                    | 15,2                                    | 17,7                                    | 18,0                                    | 16,1                                    | 12,4                                    | 8,8                                     | 6,9                                     | 11,5                                    |
| Temperatura mínima mitjana (°C)         | 1,5                                     | 2,2                                     | 2,7                                     | 4,4                                     | 6,8                                     | 9,5                                     | 11,9                                    | 11,8                                    | 10,0                                    | 7,2                                     | 4,3                                     | 3,0                                     | 6,3                                     |
| Temperatura mínima absoluta (°C)        | -9,2                                    | -7.4                                    | -8,2                                    | -4,6                                    | -1,0                                    | 1,4                                     | 4,2                                     | 1,6                                     | 0,6                                     | -2,2                                    | -7,4                                    | -10,0                                   | -10,0                                   |
| Precipitacions (mm)                     | 128                                     | 102                                     | 79                                      | 85                                      | 80                                      | 42                                      | 30                                      | 35                                      | 68                                      | 110                                     | 114                                     | 135                                     | 1008                                    |
| Hores de sol                            | 86                                      | 101                                     | 143                                     | 160                                     | 176                                     | 216                                     | 234                                     | 231                                     | 172                                     | 134                                     | 92                                      | 79                                      | 1821                                    |
| Humitat relativa mitjana (%)            | 84                                      | 80                                      | 76                                      | 76                                      | 75                                      | 75                                      | 74                                      | 73                                      | 75                                      | 81                                      | 85                                      | 84                                      | 78                                      |
| Font: AEMET                             |                                         |                                         |                                         |                                         |                                         |                                         |                                         |                                         |                                         |                                         |                                         |                                         |                                         |

### Parròquies civils
El municipi està format per la ciutat de Lugo i 54 parròquies (la majoria rurals):
| - Adai (Santa María Madanela) - Bacurín (San Miguel) - Bascuas (Santa María) - Bazar (San Remixio) - Benade (Santo Estevo) - Bocamaos (San Xillao) - Bóveda (Santa María) - O Burgo (San Vicente) - Calde (San Pedro) - Camoira (Santo Estevo) - Carballido (San Martiño) - Coeo (San Vicente) - Coeses (Santa María Madanela) - Cuíña (Santalla) - Esperante (Santalla) - Gondar (Santa María) - Labio (San Pedro) - Lamas (Santalla) - Lugo | - Mazoi (Santalla) - Meilán (Santiago) - Monte de Meda (Santa María Madanela) - Muxa (Santa María) - Ombreiro (San Martiño) - Orbazai (San Miguel) - O Outeiro das Camoiras (San Salvador) - Pedreda (San Vicente) - Pías (San Vicente) - Piúgos (Santiago) - Poutomillos (San Martiño) - Prógalo (Santiago) - Recimil (San Lourenzo) - Ribas de Miño (San Mamede) - Romeán (San Pedro) - Rubiás (San Xillao) - Saa (Santiago) - San Mamede dos Anxos (San Mamede) | - San Martiño de Piñeiro (San Martiño) - San Pedro de Mera (San Pedro) - San Román (Santa Cristina) - San Salvador de Muxa (San Salvador) - San Xoán de Pena (San Xoán) - San Xoán do Alto (San Xoán) - San Xoán do Campo (San Xoán) - Santa Comba (San Pedro) - Santa María de Alta (Santa María) - Santa Marta de Fixós (Santa Marta) - Santalla de Bóveda de Mera (Santalla) - Santo André de Castro (Santo André) - Soñar (San Pedro) - Teixeiro (Santa María) - Tirimol (San Xoán) - Torible (Santa Mariña) - O Veral (San Vicente) - Vilachá de Mera (San Xillao) |

## Demografia
L'any 2014 tenia 98.560 habitants, i és el quart municipi més poblat de Galícia per darrere de Vigo, la Corunya i Ourense. La major part de la població es concentra a la ciutat de Lugo, que té 90.092 habitants. La resta es troba repartida entre les 54 parròquies que formen el terme municipal.

## Economia
Lugo és una ciutat de serveis, com correspon a la capital d'una província d'aquest tipus. Les principals activitats són les comercials, l'administració (delegacions de la Xunta, d'organismes estatals...) i serveis sanitaris i educatius.
L'increment constant de la població de la ciutat fa de la construcció un dels principals sectors econòmics del municipi.
La indústria hi és molt escassa, i es dedica gairebé en exclusivitat a la transformació de productes agrícoles (làctics, carnis, fusta...). La reduïda presència d'indústries, l'absència de mitjanes i grans empreses i un cert estancament econòmic fan de Lugo una de les ciutats menys desenvolupades de Galícia.

### Transport

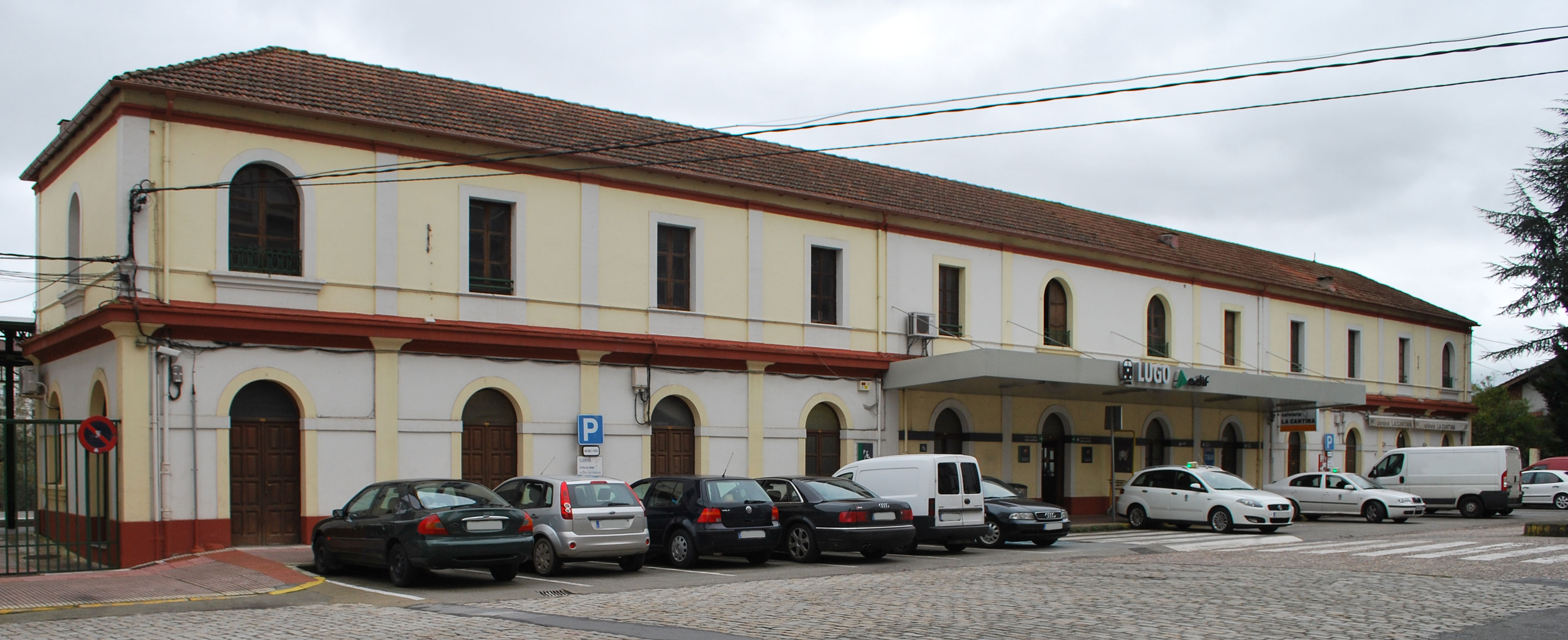
Estació de Lugo

La ciutat de Lugo té accessos per ferrocarril i per carretera, a part de l'aeròdrom de Rozas, que actualment no té ús comercial. Pel que fa al ferrocarril, la ciutat és travessada per la línia que uneix la Corunya amb Palència. A la ciutat hi ha dues estacions, la d'O Ceao, destinada a mercaderies, i l'estació de Lugo, per al trànsit de passatgers. Hi ha serveis diaris cap a Barcelona i Madrid, així com trens regionals a la Corunya, Ourense i Monforte de Lemos.
Per carretera, el principal accés és l'autovia del nord-oest (A-6) que fa la ruta entre Madrid i Arteixo, als afores de la Corunya. Aquesta, juntament amb l'antiga carretera N-VI, uneixen la ciutat amb el centre peninsular. A més, estan en construcció les autovies A-54, que connectarà amb Santiago de Compostel·la, i l'A-56 a Ourense, paral·leles a les actuals carreteres nacionals que arriben fins a aquestes dues ciutats. Cap al sud, la ciutat està unida amb Monforte de Lemos pel corredor CG-2.2.
El transport públic urbà existeix a la ciutat des del segle xix, quan va començar a funcionar la companyia La Ferrocarrilana. El primer autobús motoritzat va arribar el 1907 i a partir de 1920 es van crear línies que connectaven amb localitats i viles properes. El maig de 1931, es va crear una xarxa de transport urbà amb quatre autobusos. El 1973, l'ajuntament va donar la concessió del servei a l'empresa Autobuses Urbanos de Lugo, que es va convertir en AULUSA el 1976, nom que encara existeix avui en dia. Actualment, l'empresa pertany al grup Monbus.

## Llocs d'interès

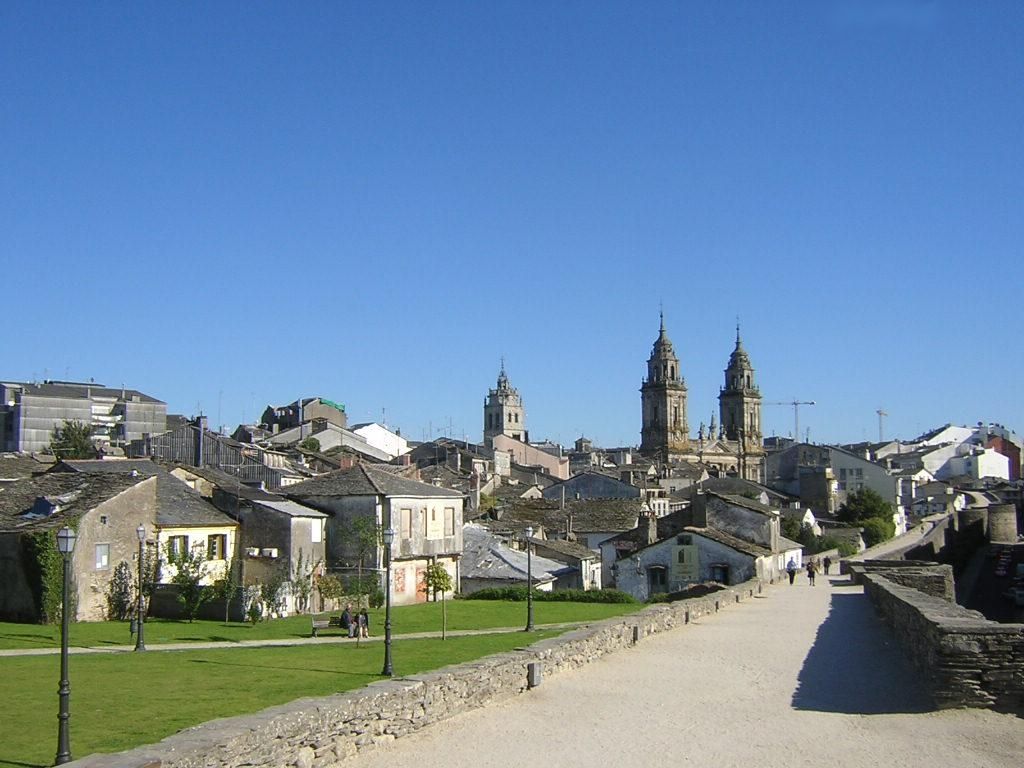
Passeig de la muralla amb la catedral al fons

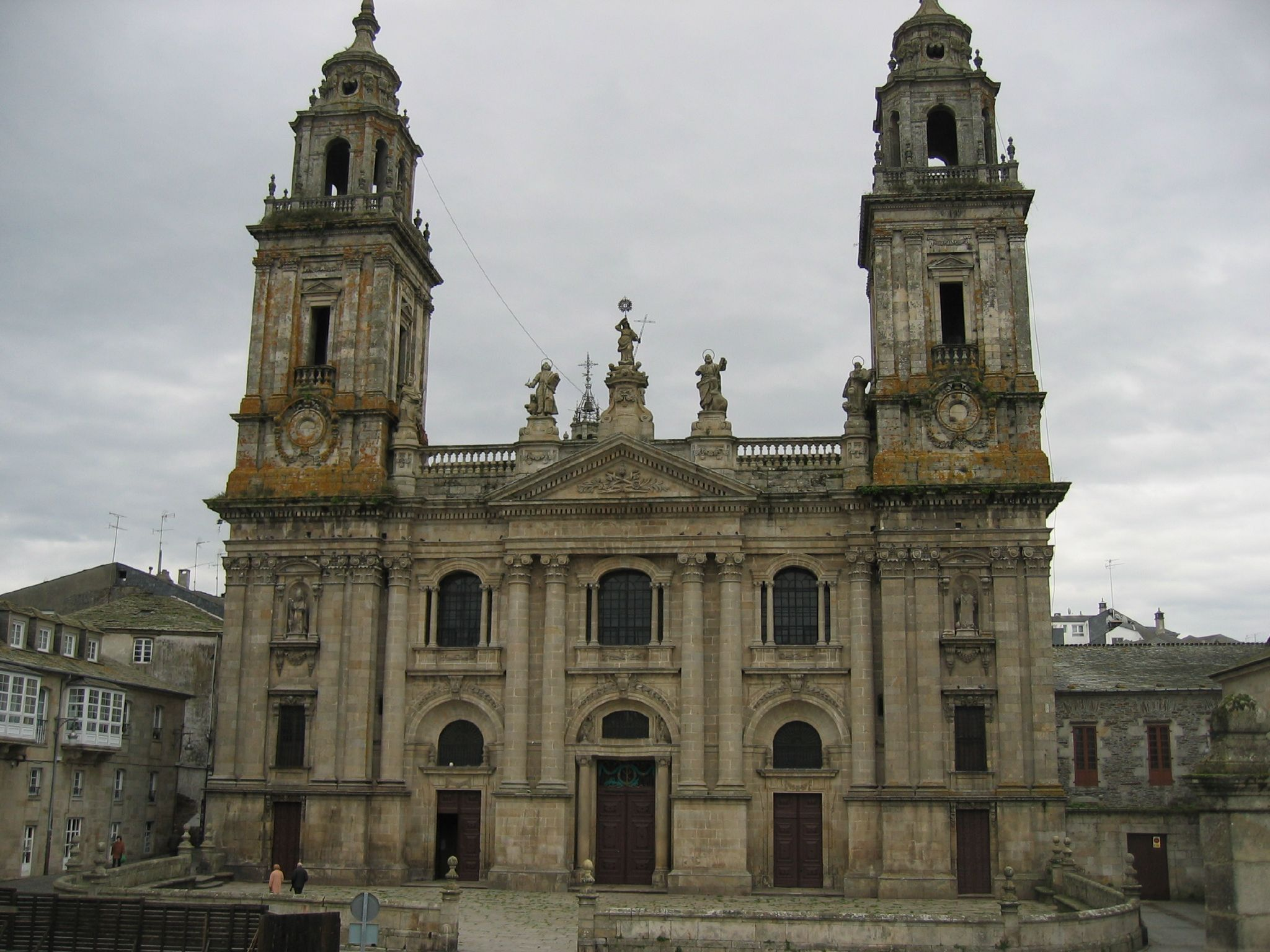
Façana de la catedral

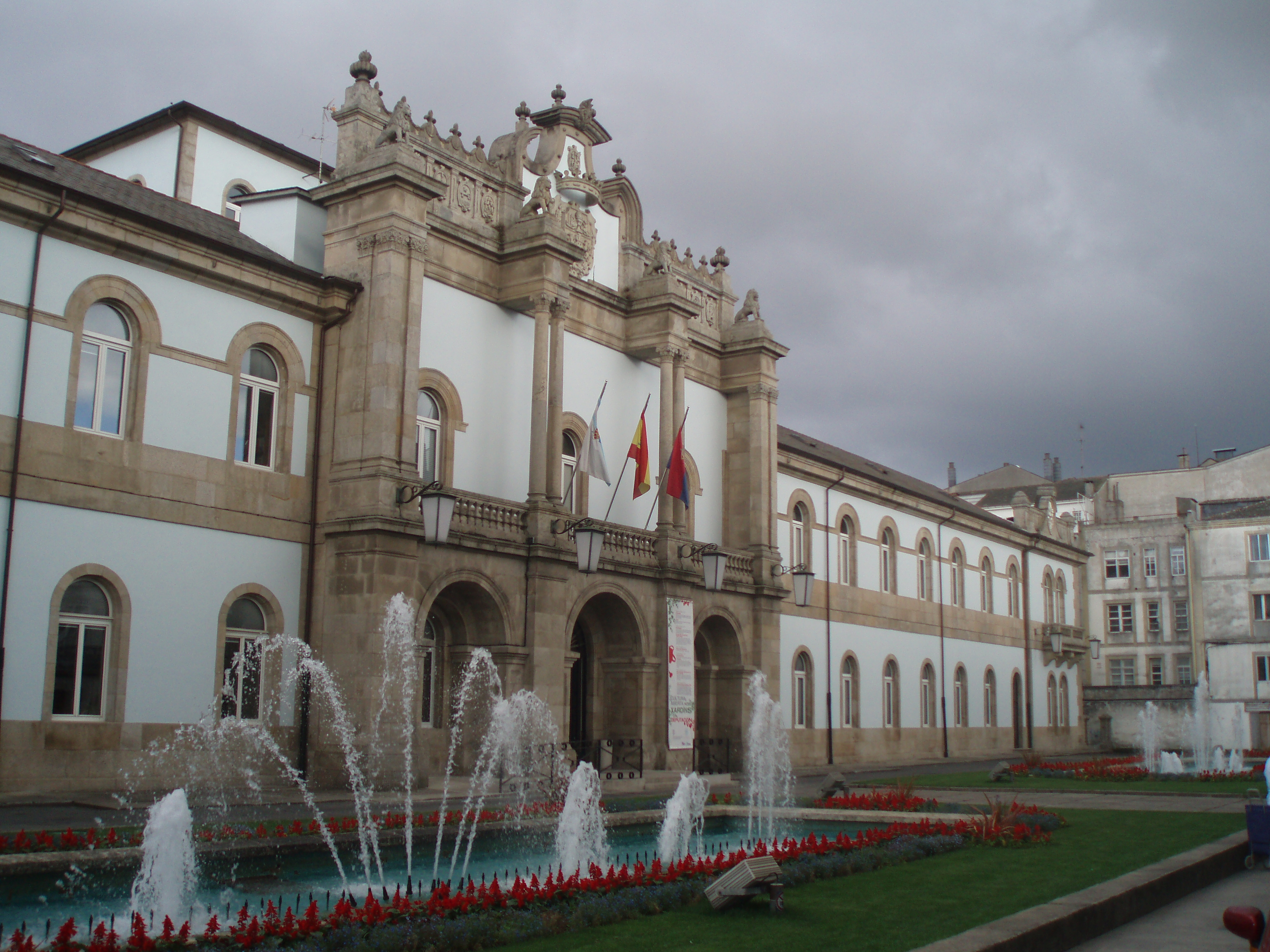
Pazo de San Marcos

### Monuments i places
- La muralla de Lugo és l'única muralla romana que conserva tot el seu perímetre original, de totes les innumerables que existien a l'antic Imperi romà. La muralla té més de dos quilòmetres d'extensió i va ser declarada Patrimoni de la Humanitat per la UNESCO el 30 de novembre de l'any 2000.
- La catedral de Lugo, construïda entre els anys 1129 i 1273, és d'estil romànic amb afegits gòtics, barrocs i renaixentistes. La seva exposició permanent de l'hòstia consagrada és única a l'orbe catòlic, i es reflecteix a l'escut de la ciutat, juntament amb la llegenda Hic hoc misterivm fidei firmiter prifitemvr ('Creiem amb fidelitat en aquest misteri').
- Les termes romanes, que actualment formen part d'un balneari d'aigües termals, es van construir l'any 15 aC.
- El pont romà de Lugo, sobre el riu Miño, formava part del camí que unia les ciutats de Lucus Augusti i Bracara Augusta (actual Braga). Té 104 m de llargada i 4 d'amplada.
- La Casa Consistorial, que es troba a la praza Maior, considerada una de les obres més importants del barroc civil gallec.
- El pazo de San Marcos, actual seu de la Diputació Provincial.
- El pazo Episcopal, residència dels bisbes de Lugo, d'estil barroc, situat davant la catedral.
- La praza Maior (plaça Major), de planta rectangular.
- La praza do Campo, petita plaça situada a la ciutat vella on s'hi trobava el fòrum romà.
- El parc de Rosalía de Castro, obert a mitjan segle xx com a Ciutat Jardí.
- L'església de San Domingos, d'estructura gòtica.
- L'església de San Froilán, patró de la ciutat. Té el seu origen en una capella de l'hospital de San Bartolomeu i va ser refundada el 1621.
- L'església de San Francisco, el monument religiós més important després de la catedral.
- L'església de Santiago A Nova, construïda durant el segle xviii.

### Museus
- Museu Provincial
- Centre d'Interpretació de la Muralla
- Centre Arqueològic San Roque
- Casa dos Mosaicos
- Sala d'Exposicions Porta Miñá
- Museu Diocesà

## Festes i gastronomia
Famosa per les seves tavernes dels carrers rúa Nova (coneguda com a rúa dos Viños) i praza do Campo, Lugo té una gastronomia molt variada. Entre els seus plats típics està el polbo á feira ('pop a la fira'), el "caldo galego", la panada, les truites... Durant el carnestoltes, és típic el bullit amb xoriço, peülla, morro, orella, cua, entre altres derivats del porc. Entre la rebosteria, destaquen les filloas (fetes amb sang de porc), els freixós i les orellas.
El patró de Lugo és sant Froilà (5 d'octubre), que reuneix una gran multitud de visitants de tota Galícia i altres parts del món, i arribà en la seua última edició a més d'un milió de visitants. Des de fa temps, durant els dies que van del 4 al 12 d'octubre se celebren les festes patronals, les jornades principals de les quals són la del patró i el diumenge següent, anomenat Domingo das Mozas. Tradicionalment, els principals esdeveniments consistien en revetlles, actuacions teatrals i de ninots i competicions esportives. Avui en dia, a aquestes activitats, s'hi afegeixen moltes d'altres, com concerts, fires d'artesania... El que continua sent obligat és fer una visita a les barracas o atraccions de fira.
Altres festes dignes de menció en són les del barri d'A Milagrosa, que se celebren el primer cap de setmana de setembre, el Carnestoltes i l'ofrena del Regne de Galícia al Santíssim. Altres festes com la romeria del Carme (16 de juliol), el San Roque (15 d'agost), la festivitat de la Virxe dos Ollos Grandes o el Corpus es redueixen en l'actualitat a actes religiosos.
En els darrers anys, s'ha popularitzat una festa de factura totalment nova, l'anomenada Arde Lvcvs, que se celebra al juny i on multitud de persones es vesteixen amb vestits típics romans, se celebren carreres de quadrigues, s'imiten vendes d'esclaus... La capacitat de convocatòria d'aquesta celebració en els últims anys ha estat massiva.

## Fills il·lustres
- Isidoro Tomás Blanco Fernández (1824-1893), organista i compositor

## La música a Lugo
Lugo sempre ha tingut un important paper en el desenvolupament de la música tradicional gallega. Els músics de Lugo del segle xix Pascual Veiga (1842-1906), autor de l'himne gallec; Juan Montes Capón (1840-1899), i Gustavo Freire (1885-1948), es van inspirar en nombroses ocasions en peces tradicionals per a les seves composicions per a orquestra i per a banda.
També hi ha hagut a la ciutat una gran quantitat de quartets i grups de gaites. Entre aquests, cal destacar-ne alguns com Os Amigos de Lugo, Os Montes, l'avui desapareguda banda de gaites de la Diputació i, més recentment, les agrupacions del col·lectiu María Castaña.

## Esport

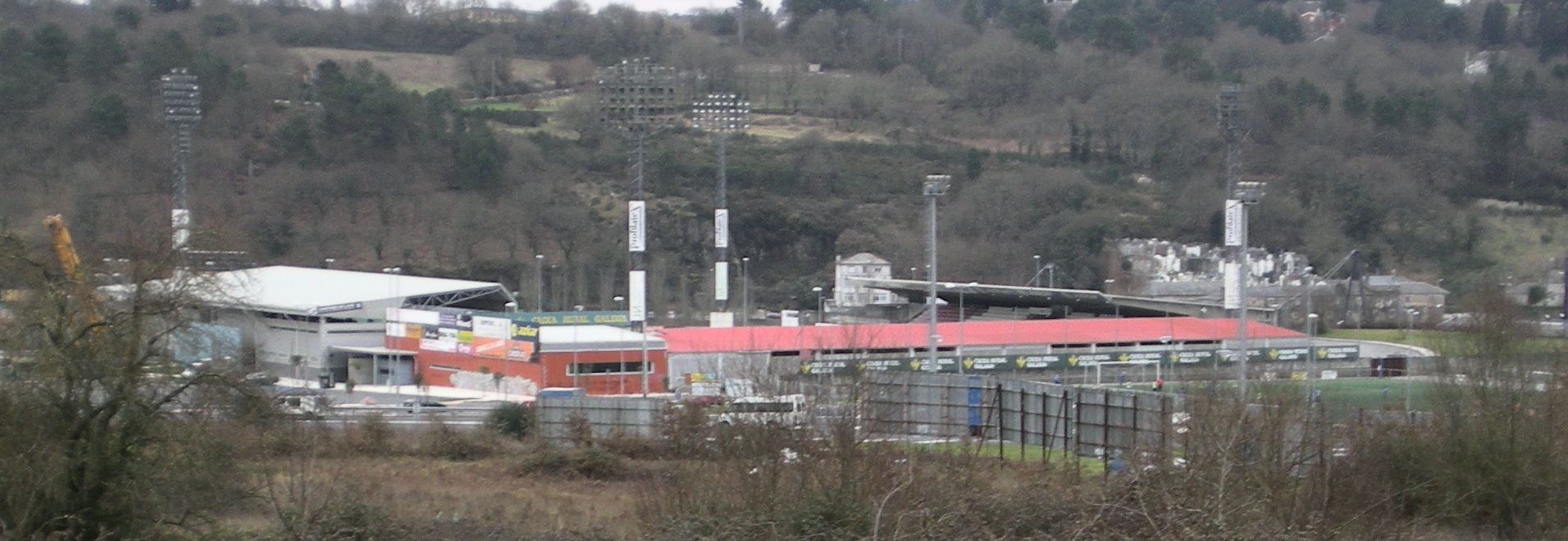
L'estadi Anxo Carro

El club més important de la ciutat és el club Baloncesto Breogán, actualment participant de la lliga LEB Or, que és un dels clubs històrics del bàsquet espanyol (ocupa la novena posició en la classificació). En la temporada 1984-85 va acabar sisè i va jugar una competició europea, la copa Korać. Juga els seus partits al pazo dos Deportes. Cal destacar també el Porta XI Ensino de bàsquet femení que va arribar a jugar en primera divisió.
En futbol sala destaca el Prone Lugo AD, que ha jugat recentment en la primera divisió. En el seu palmarès, hi ha una Recopa d'Europa, aconseguida l'any 2005. Juga els seus partits al pavillón dos Deportes.
També destaca el club Deportivo Lugo de futbol. Després de molts anys entre la segona B i la tercera divisió, l'any 2012 va assolir l'ascens a segona divisió. Juga els seus partits a l'estadi Anxo Carro, a la vora del riu Miño.
En piragüisme, cal destacar el doble medallista olímpic Luis Gregorio Ramos Misioné i els també olímpics Ángel Villar Varela "Chilares" i Pedro Cuesta García, juntament amb altres piragüistes com Valladares. En atletisme, destaca l'olímpica María Abel Diéguez, i en golf Katia Fernández. També va ser famós el motociclista Juan López Mella. A més, la ciutat té una gran tradició aeronàutica. El Real Aeroclub de Lugo té una gran flota d'aeronaus lleugeres. La seva base és l'aeròdrom de Rozas.

## Ciutats agermanades
- Ferrol (Galícia)
- Dinan (França)
- Viana do Castelo (Portugal)
- Qinhuangdao (Xina)
- Gran Muralla Xinesa (agermanada a la Muralla de Lugo)